# 有花
有花（ありか）は東京都出身の歌手である。徳間ジャパンコミュニケーションズよりデビュー。

## ディスコグラフィー

### シングル
1. To the only...（2006年4月26日）
  1. To the only...
  2. 風の果てには
  3. To the only...(instrumental)
  4. 風の果てには(instrumental)
2. Still you.../You Light Up My Life～あなたへ続く道～（2007年5月9日）
  1. Still you...（日本テレビ系「ミラクルシェイプ」エンディングテーマ）
  2. You Light Up My Life～あなたへ続く道～
Kvitka CisykのYou Light Up My Life(邦題『恋するデビー』)のカバー
  3. Still you...(instrumental)
  4. You Light Up My Life～あなたへ続く道～(instrumental)